# Vasile Mahu
Vasile Mahu(n. 1887 s. Scăieni, jud.  Soroca  – d.  1943, or. Kazani, GULAG ) a fost învățător, om politic și primar de Orhei.

## Biografie
Distinsul pedagog și om politic Vasile MAHU s-a născut în anul 1878 în familia diaconului  Vasile Mahu din comuna Scăieni, județul Soroca, Basarabia, unde au crescut 14 copii. După absolvirea gimnaziului de la baștină se înscrie la Facultatea de Matematici de la Universitatea din Iuriev, Estonia. 
În anul 1902 este arestat și închis pentru 5 luni în închisoarea din or. Vinden. În anul 1909 este îndreptat profesor de matematică, apoi și director la Gimnaziul de fete din orașul Orhei, Basarabia. Este deputat al Zemstvei Orhei. După Marea Unire de la 1 decembrie 1918 Vasile Mahu este numit directorului primului Liceu de băieți, care ulterior, a primit numele Domnitorului Moldovei Vasile Lupu. Este căsătorit după Ecaterina(1877), casnică, prin care au crescut doi copii – fiul Constantin (1914), absolvent al LB „Vasile Lupu”, profesor la acest liceu(absolviseră Academia de Muzică din București și Institutul de Muzică din Iași, România, în 1941-1943 - militar în Armata Română pe Frontul de Est, rănit, și fiica Ecaterina(1918) - muzician, absolventă a Academiei Muzicale din București, profesoară de muzică la Liceul de fete „Maria Doamna” din Orhei. Între anii 1918-1923 activează și în politică, fiind membru al Partidului Liberal și Partidului Țărănist.
De la 1 noiembrie 1938 este ales primar al orașului Orhei. Pentru merite excepționale în domeniului învățământului primar, directorul Liceului de Băieți „ Vasile Lupu” Vasile Mahu a fost distins cu ordinul rusesc Stanislav, clasa III-a și Ordinul României „Răsplata pentru munca pedagogică”, clasa II-III și 2 medalii. 
La 3 iulie 1940 primarul de Orhei Vasile Mahu este arestat de organele de represalii sovietice NKVD și condamnat la 10 ani închisoare. Dat dispărut.
După absolvirea Facultății de Matematici de la Universitatea din Tartu, Estonia, tânărul matematician Vasile Mahu este îndreptat în orașul Orhei, Basarabia. Primește o instituție de învățământ delăsată, Gimnaziul de fete pe care într-un timp scurt, o transformă într-o adevărată instituție de învățământ. La primul Congres al Învățătorilor din Basarabia a fost ales președintele Ligii Învățătorilor din Basarabia. Se dedică cu trup și suflet întru susținerea cadrelor didacte din județul Orhei și din întreaga Basarabie. Guvernul  român îl decorează cu Ordinul „Răsplata pentru munca pedagogică” clasa I-III-a.
Vasile Mahu, alături de fratele său Tudor Mahu salută îndemnul orheienilor de Unirea a Basdarabiei cu România. Este printre membrii consiliului de coordonare. Fiind deputat al Zemstvei Orhei, Vasile Mahu a susținut doleanțele orheienilor, și la 25 martie 1918, fiind președinte al Ședinței Congresului Cadrelor Didacte din Județul Orhei, deputatul Zemstvei Orhei, președintele ședinței Vasile Mahu pune la vot Moțiunea  de Unire a Basarabiei cu România.          
Visul de ani a profesorului și cadrului didact român Vasile Mahu s-a împlinit. În telegrama expediată Sfatului Țării, orheienii își exprima obțiunea de a fi printre primii colaboratori în înfăptuirea Actului Unirii. Telegrama corpului didact din județul Orhei este semnată de distinsul pedagog Vasile Mahu.           
În anul 1919 este numit directorul Liceului de băieți „Vasile Lupu” din orașul Orhei. Pe parcursul anilor distinsul pedagog a transformat liceul într-o adevărată instituție de învățământ românească. În anii 30 directorul Vasile Mahu este numit președintele Ligii Învățătorilor din Basarabia, președintele Comisiei de Bacalaureat(profil matematica) din Basarabia. Directorul liceului susținea elevii eminenți din rândurile păturilor nevoiașe. Alături de Vasile Mahu mai activau profesorii Liceului de Băieți „Vasile Lupu” V. Jemna(limba română), Preotul paroh Filip Gorbatovschi, V. Aman(matematica și fizica), V. Filipov(latina), F. Ghermanovschi(istoria), C. Jemna(geografia și științele naturii), E. Demetrescu(franceza), E. Fiedler(germana), I. Russu(muzica vocală), N. Alehandrov(Pedagogia, Caligrafia și Desenul), Mihail Coteanu(igiena elevilor), Constantin Mahu(muzica, absolvent al Facultății de Litere și Filosofie București(1940), Academiei Regale de Muzică București(1938), Seminarului Pedagogic „T. Maiorescu”, București(1938), Nicolae Aleksandrov, Nicolae Bocu profesor supliant și alții. La mulți elevi le-a altoit dragostea de carte. Elevii distinsului pedagog au devenit personalități notorii în România Întregită. Printre personalitățile Liceului de Băieți Vasile Lupu” din Orhei sunt: general r. Valerian Sârbu, Cavaler al Ordinului Mihai Viteazul, cls. III, Coroana României și Steaua Româniai, general r. Valerian Demetrescu, Cavaler al Ordinilor Steaua României și Coroana României, colonel r. Oleg Dombrovschi, Cavaler al Ordinilor Coroana României și Steaua României, căpitan r. Constantin Mahu, Cavaler al Ordinului Steaua României, maior de aviație Anatol Lupșa, Cavaler al Ordinilor Virtutea Aeronautică, Clasa Crucea de Aur, Coroana României și Steaua României, căpitan r. Vasile Pascal, Cavaler al Ordinilor Coroana Ropmâniei și Steaua Roșiei, Vasile Anestiadi, Cavaler al Ordinului Republicii, academician(decedat nov. 2014), Boris Dânga, învățător al Poporului URSS ș.m.a.          
Din sursele proprii și ale părinților, directorul Liceului de băieți „Vasile Lupu” a construit un cămin pentru elevii de la țară. În anul 1938 o grupă impunătoare de elevi împreună cu 5 profesori au fost într-o excursie la Mănăstirea Putna, locul de vecie a Domnitului Moldovei Ștefan cel Mare. În anul 1939 echipa de fotbal al Liceului de băieți „Vasile Lupu” a devenit campioana județului și s-a plasat pe locul II în Basarabia  între instituțiile de învățământ.         
După numirea în funcție, primarul de Orhei și-a sporit atenția față de înstituțiile de învățământ din oraș și județ. La liceu a fost construit un cămin pentru elevii veniți din comunele și satele județului. Mulți dintre absolvenții liceelor orheiene erau promovați la studii în România.         
În ziua de 28 iunie 1940, când sovieticii au întrat cu tancurile în județul Orhei, s-a început  arestările masive. În zorii zilei de 3 iulie 1940, locotenentul de securitate Malașin și sergentul de securitate nkvd Ivanov l-au arestat pe primarul Vasile mau direct la domiciliu, în casa de pe strada Dimitrov. Apoi au urmat interogări îndelungate la 6 iulie 1940, 10 iulie, 20 iulie, 11 septembrie și 13 septembrie 1940, când este finisat Dosarul penal nr. 724. Din  septembrie 1940 primarul Vasile Mahu este condamnat la 10 ani de închisoare, de unde în anul 1942 dispare.          
Mai bine de 6 decenii nu s-a cunoscut nimic despre profesorul și primarul Vasile Mahu. Actualmente strada unde se găsește fostul Liceu de băieți „ Vasile Lupu”(actualmente Colegiul pedagogic „Vasile Lupu”) poartă numele primarului martir Vasile Mahu.         